# 기예르모 아모르
기예르모 아모르 마르티네스(스페인어: Guillermo Amor Martínez, 1967년 12월 4일 ~ )는 스페인의 전직 축구 선수로서, 선수 시절 포지션은 미드필더이다.

## 축구인 경력

### 선수 경력
FC 바르셀로나의 유소년 팀 출신으로 1988-89 시즌 요한 크라위프 감독 아래에서 프로 무대에 데뷔하였다. 데뷔 후 곧 팀의 핵심 선수로 자리잡았고 바르셀로나에서 활약한 11년 동안 5번의 리그 타이틀을 거머쥐었다.
1998년 ACF 피오렌티나로 이적하며 처음 해외 무대를 경험하였으나 3년 동안 20경기에 출전하는 데 그치며 2000년에 비야레알 CF로 이적하며 고국 무대로 복귀하였다. 그는 2003년 스코틀랜드의 리빙스턴 FC에서 짧은 기간을 활약한 후 선수 경력을 마감하였다.